# Stazione di Bazzano
Stazione di Bazzano vasútállomás Olaszországban, Bazzano településen.

## Vasútvonalak
Az állomást az alábbi vasútvonalak érintik:
- Casalecchio–Vignola-vasútvonal
- Spilamberto–Bazzano railway

## Kapcsolódó állomások
A vasútállomáshoz az alábbi állomások vannak a legközelebb:
- Stazione di Muffa (Casalecchio–Vignola-vasútvonal)
- Stazione di Savignano Mulino (Casalecchio–Vignola-vasútvonal)
- Piumazzo Zuccherificio railway halt (Spilamberto–Bazzano railway)